# Dentsu
Dentsu (株式会社電通?, Kabushiki-gaisha Dentsū) è una società internazionale giapponese di pubblicità e pubbliche relazioni, la cui sede principale è ubicata nel Dentsu Building, nel quartiere Shiodome di Minato (Tokyo). È la società madre del gruppo Dentsu Aegis Network. Per fatturato, è la prima agenzia pubblicitaria del Giappone e la quinta a livello mondiale.

## Storia
La Dentsu fu fondata originariamente come Japan Advertising Ltd. and Telegraphic Service Co. da Hoshiro Mitsunaga. Nel 1906 la Telegraphic Service Co. divenne la Japan Telegraphic Communication Co., Ltd. (日本電報通信社?, Nippon Denpo Tsushin-sha). L'anno successivo, la Japan Advertising Ltd. si fuse con la Japan Telegraphic Communication Co., Ltd. per creare attività pubblicitarie e comunicative.
Nel 1936 la Japan Telegraphic Communication Co., Ltd. vendette la sua divisione giornalistica per concentrarsi sul settore pubblicitario. Nel 1946, 16 società furono acquisite per espandere ulteriormente le attività pubblicitarie dell'azienda. Quello stesso anno, furono aperte sedi operative a Tokyo, Osaka, Nagoya e Kyūshū.
Nel 1951 con l'avvento della radiodiffusione commerciale in Giappone, nella sede centrale e nelle sedi periferiche della Japan Telegraphic fu fondata la Divisione Radio. Nel 1955 la Japan Telegraphic Communication Co., Ltd. cambiò il suo nome in Dentsu. In 1995 Dentsu creò cinque sussidiarie regionali nazionali. La Dentsu fu quotata alla Borsa di Tokyo nel 2001.
Il 12 luglio 2012 la Dentsu si accordò per acquisire la società britannica Aegis Group plc in un affare in contanti del valore di 4,9 miliardi di $. L'affare fu completato nel marzo 2013. La Dentsu annunciò che avrebbe lanciato il Dentsu Aegis Network, che avrebbe gestito tutto il lavoro della Aegis Media e tutte le operazioni non giapponesi della Dentsu a livello mondiale.
Nel dicembre 2016 il presidente dell'azienda Tadashi Ishii, in carica dall'aprile 2011, manifestò l'intenzione di rassegnare le proprie dimissioni in seguito al suicidio di una ex dipendente, Matsuri Takahashi, imputabile a un eccessivo carico di lavoro (fenomeno noto in Giappone come karoshi). Un caso simile si era verificato nel 1991, quando un altro dipendente si tolse la vita per motivi analoghi. Nell'agosto 2015 la Dentsu era stata ammonita per aver superato il limite di 70 ore mensili di lavoro straordinario.

## Progetti
La Dentsu Inc. suddivide i progetti per il mercato in quattro categorie: mercato pubblicitario nazionale, mercato legato alla pubblicità; nuovo mercato; mercato estero (in aggiunta al Dentsu Aegis Network, la sua sussidiaria d'oltremare, che opera in oltre 120 paesi). Il mercato pubblicitario nazionale consiste in progetti per i mezzi di comunicazione. I progetti legati alla pubblicità consistono in servizi di marketing. Il nuovo mercato consiste in pubblicità per eventi sportivi. Il mercato estero è costituito da le suddette tre categorie nei mercati esteri.
Nel marzo 2011, la Dentsu formò un partenariato ufficiale con Facebook per contribuire a sviluppare pagine e annunci pubblicitari su Facebook, nonché strategie di marketing in generale. Il partenariato formisce alla Dentsu anche spazio pubblicitario gratuito su Facebook.

## Dentsu Building
Il Dentsu Building è un grattacielo a Shiodome, Minato (Tokyo), che ospita la sede societaria della Dentsu. Con 48 piani che si elevano a 213,34 m, è l'undicesimo edificio più alto di Tokyo. Fu progettato dall'architetto francese Jean Nouvel e completato nel 2002. Fu costruito sul sito della prima stazione ferroviaria di Tokyo e si trova a fianco del Giardino di Hama rikyū, un tempo il sito di una casa di vacanza dello shōgun.

## Tradizione della scalata al Monte Fuji
Dal 1925 i dipendenti della Dentsu hanno la tradizione aziendale di scalare il Fuji. Ogni luglio tutto il nuovo personale e i dirigenti appena promossi scalano il monte Fuji. I dipendenti che non sono fisicamente in grado di farlo sono esentati. Un ex dipendente ha spiegato così il ragionamento dietro questa tradizione: «Il messaggio è: "Stiamo per conquistare l'unico simbolo che rappresenta il Giappone più di qualunque altra cosa. E, una volta che l'abbiamo fatto, significherà che possiamo fare qualsiasi cosa"».

## Società del Gruppo Dentsu in Giappone
Come molti grandi gruppi giapponesi, il Gruppo Dentsu possiede numerose società controllate. Al 13 dicembre 2016, esso controllava le seguenti società sussidiarie e affiliate in Giappone:
Sussidiarie di primo livello
- Dentsu East Japan Inc.
- Dentsu West Japan Inc.
- Dentsu Kyushu Inc.
- Dentsu Hokkaido Inc.
- Dentsu Okinawa Inc.
- Ad Dentsu Osaka Inc.
- Dentsu Meitetsu Communications Inc.
- Dentsu Ad-Gear Inc.
- Dentsu Young & Rubicam Inc.
- Dentsu Sudler & Hennessey Inc.
- Wunderman Dentsu Inc.
- Cyber Communications Inc.
- The Goal Inc.
- OOH Media Solution, Inc.
- Dentsu Tec Inc.
- Dentsu Public Relations Inc.
- Dentsu Marketing Insight Inc.
- Dentsu Casting and Entertainment Inc.
- One Sky Inc.
- Shingata Inc.
- Shingata Azabu Inc.
- Build Creativehaus Inc.
- Bless You Inc.
- Battery Inc.
- Dof Inc.
- Nakahata Inc.
- Watson-Crick Inc.
- Dentsu Creative Force Inc.
- Dentsu Creative X Inc.
- Pict Inc. (Producing Image Creation & Technology)
- Yokohama Super Factory Co., Ltd.
- Drill Inc.
- Dentsu Operations Development Inc.
- Dentsu Direct Force Inc.
- Dentsu Consulting Inc.
- Ignite Inc.
- Information Services International-Dentsu, Ltd.
- Creative Associates Ltd.
- Dentsu Music and Entertainment Inc.
- Dentsu Sports Partners Inc.
- JEB Co., Ltd.
- Dentsu Digital Holdings Inc.
- Ad Area Co., Ltd.
- Dentsu Marketing East Asia Inc.
- XrossFace Inc.
- Boardwalk Inc.
- Dentsu Works Inc.
- Dentsu Management Services Inc.

Sussidiarie di secondo livello
- DA search & link Inc.
- Dentsu e-marketing One Inc.
- Interlogics, Inc.
- Dentsu Isobar Inc.
- iCON Inc.
- Dentsu Retail Marketing Inc.
- Dentsu Customer Access Center Inc.
- Dentsu On-Demand Graphics Inc.
- Dentsu Macromill Inc.
- Dentsu Table Media Communications Inc.
- 3P Corp.
- In-Store Communications Inc.
- ISID InterTechnologies, Ltd.
- ISID Assist, Ltd.
- Estech Corp.
- iTiD Consulting, Ltd.
- ISID Advanced Outsourcing, Ltd.
- ISID Fairness, Ltd.

Affiliate e partecipazioni azionarie
- AKS Co., Ltd. (azionista di minoranza)
- Geneon Universal Entertainment Japan[15]
- Madhouse (azionista di minoranza)
- Shibuya-AX (joint venture)
- TNC (5,1%, azionista di minoranza)
- Video Research Ltd. (34,2%, azionista principale)